# Eerste expeditie naar Bali
De eerste expeditie naar Bali in 1846 was een strafexpeditie van het Nederlands-Indische leger naar een deel van de vorstendommen op Bali. De actie richtte zich op Singaraja en de daarnaast gelegen havenplaats Buleleng in het vorstendom Buleleng aan de noordkust van het eiland.

## Voorgeschiedenis

### Bali zelfstandig
Bali is een van de Soenda-eilanden ten oosten van Java. Het eiland werd voor het eerst door Nederlanders bezocht gedurende de Eerste Schipvaart in 1597. Het bestond uit negen zelfstandige hindoeïstische koninkrijken die handel dreven met de VOC maar ook met anderen. Het belangrijkste vorstendom was Klungkung, met aan het hoofd de Dewa Agung (vorst, letterlijk: Grote God) die door de andere vorsten vooral gezien werd als spiritueel leider en niet zozeer als politiek leider. Hij werd aangeduid als de susuhunan van Bali en Lombok. Hier was ook de belangrijkste rechtbank gevestigd. Belangrijk voor de onderlinge relaties tussen vorstendommen waren afkomst, huwelijken en persoonlijke vriendschappen bekrachtigd en onderhouden door hindoe-rituelen en door giften en ruil van goederen. 
De vorstendommen voerden deels gezamenlijk, deels ieder voor zich, een eigen buitenlands beleid wat voortduurde tot in de eerste decennia van de 19e eeuw.
In 1826 vestigde zich een Nederlands agentschap in Kuta, Zuid-Bali met onder andere als doel het werven van Balinese huursoldaten voor het Nederlands-Indisch leger. Nederland concentreerde zich vóór die tijd voornamelijk op Java, de Molukken en op een deel van Sumatra; men hield de handen af van Bali en Lombok. Bij verdrag van 1824 was de archipel verdeeld in een Nederlandse en een Engelse invloedssfeer maar Bali en Lombok vielen hierbuiten. Er bestond echter een toenemende handel vanuit Singapore met deze eilanden, het gerucht ging dat de Engelsen controle wilden krijgen over de lucratieve rijsthandel. Nederland vreesde dat ze in het verlengde hiervan ook hun politieke invloed wilden uitbreiden en besloot de contacten met Bali en Lombok te intensiveren. Angst voor toenemende Engelse invloed lijkt voor de Nederlandse regering (inclusief koning Willem I der Nederlanden, die zich er persoonlijk mee bemoeide) leidend te zijn geweest bij haar besluitvorming in dezen. Tot die tijd vielen deze eilanden niet onder het officiële Nederlands-Indische bestuur, er waren geen verdragen met Balinese vorsten.

## Onderhandelingen

### Geen verdragen
De Nederlandse gezant H.J. Huskus Koopman legde tussen 1840 en 1843 een vijftal bezoeken af aan de Balinese koningen. Hij moest nagaan of met hen verdragen konden worden gesloten waarin werd vastgelegd dat ze geen verbintenissen zouden aangaan met andere Europese staten (vooral Engeland). Ook zouden ze een clausule tegen het plunderen door de Balinezen van gestrande schepen moeten accepteren. Als verdragen niet mogelijk waren moest hij nagaan waarom niet. Ook moest hij de Britse activiteiten in de regio Bali-Lombok inventariseren.
Hij werd dus gestuurd om de politieke invloed te bewerkstelligen, die nog steeds niet concreet was. Daarbij bleef de angst voor politieke invloed van Engeland leidend. De Nederlandse doelstellingen werden in de loop van zijn vijf bezoeken exacter, Huskus Koopman moest feitelijk alle Balinese vorsten een contract laten tekenen waarin ze het gezag van Nederland aanvaardden, aldus hun onafhankelijkheid prijsgevend.
Het was voor Nederland lastig opereren in het complexe politieke systeem van Bali. Huskus Koopman ervoer: "alles is schimmig, niets is rechttoe-rechtaan".
Met name de eerste reis (april - december 1840) van Huskus Koopman naar Bali is door hem gedocumenteerd. Zijn werkwijze heeft hij gedetailleerd beschreven, met name zijn ontmoetingen met de vorsten van Badung en Klungkung en hun gedeputeerden. Hieruit blijkt dat Huskus Koopman op diverse fronten slecht was voorbereid. Hij kon Bali en de daar heersende verhoudingen niet peilen, was onbekend met de cultuur en gewoontes en hij beschreef daarbij ook zijn blunders zonder dat hij dit besefte. De taal sprak hij niet, steeds waren tolken nodig. Bij de drie "gesprekken" die hij had met de Dewa Agung van Klungkung deed laatstgenoemde er vaak het zwijgen toe. Diverse malen uitte Huskus Koopman zich ondiplomatiek en manoeuvreerde hij onhandig.
Hij had een brief meegenomen van de gouverneur-generaal in Batavia, bestemd voor de Dewa Agung betreffende het doel van zijn missie, maar moest geruime tijd op antwoord wachten. De vorst van Klungkung raadpleegde vóór hij antwoordde eerst de andere vorsten van Bali, ook meldde hij regelmatig aan Huskus Koopman dat hij hem wegens "ziekte" niet opnieuw kon ontvangen. In de antwoordbrief die hij uiteindelijk meekreeg schreef de Dewa Agung dat hij niets met de Nederlanders te maken wilde hebben en Huskus Koopman diende uiterlijk de volgende dag te vertrekken.

### Alsnog verdragen
Het kwam er dus op neer dat de Balinese koningen geen interesse hadden in contracten met de Nederlands-Indische overheid. Ze waren voldoende bekend met het koloniale bestuur over Java om geen bemoeienis met hun zaken te willen. Rond 1841 leek de kans op verdragen klein, toch keerde de gezant na nieuwe bezoeken wel met positieve resultaten terug naar Batavia.
Huskus Koopman was opnieuw naar Bali gegaan voor een crematie. Daarbij had hij een ontmoeting met Gusti Kesiman, de vorst van Badung. Dit contact verliep prettig en in juni 1841 sloot hij een conceptverdrag met dit vorstendom. De Gusti adviseerde hem om geduld te hebben met Klungkung, dat hof was nog anti-Nederland. In december 1841 lukte het echter om ook contracten te sluiten met Buleleng, Karangasem en zelfs Klungkung. Waarom de Dewa Agung van mening veranderde is niet bekend; Huskus Koopman maakte geen aantekeningen van deze nieuwe besprekingen. Binnen enkele jaren zou de houding van Klungkung echter weer veranderen in het tegendeel.
Toen Huskus Koopman met de overeenkomsten, gesloten met een deel van de Balinese vorsten, in Batavia terugkeerde bleken er nuanceverschillen te bestaan tussen hem en het gouvernement over de verdere aanpak. De Balinezen wilden bijvoorbeeld geen afstand doen van het traditionele kliprecht dat hen toestond de op hun kust gestrande schepen te plunderen. Een dergelijk schip gold voor hen als een geschenk van Batara Baruna, de god van de zee. In 1841 liep het Nederlandse fregat 'Overijssel' op een rif bij Kuta aan de zuidkust van Bali en werd door de Balinezen in beslag genomen. Het was niet de eerste keer dat op deze wijze een Nederlands schip met zijn lading verloren ging. Dit keer waren er Nederlandse passagiers aan boord, die verder niets overkwamen maar het gouvernement zette de zaak op scherp en wilde het kliprecht middels de verdragen verbieden. Huskus Koopman achtte het niet verstandig dit bij zijn besprekingen met de vorsten aan de orde te stellen en daarbij de kans op contracten te verspelen. Het betrof een eeuwenoud recht van de kustbewoners, de vorsten hadden nauwelijks de bevoegdheid iets ertegen te doen. Ook hoopte hij dat deze kwestie vanzelf goed zou komen als Nederland eenmaal de soevereiniteit zou hebben. Gouverneur-generaal Pieter Merkus zond hem echter terug naar Bali teneinde over een aanvullende clausule betreffende het kliprecht te onderhandelen, hetgeen gelukte.

### Problemen met de verdragen
Vier Balinese vorsten erkenden dus vrij onverwacht de Nederlandse soevereiniteit over hun gebieden, een vijfde werd, althans door Nederland, geacht onder de Dewa Agung van Klungklung te vallen. Aanvankelijk was niet duidelijk hoe de gezant in zijn missie was geslaagd, gaandeweg bleek dat er met de contracten iets niet klopte. Er zijn aanwijzingen dat de Balinese vorsten door de Nederlandse gezant zijn misleid en dat door hem was geknoeid met de tekst van de verdragen voordat hij deze indiende bij het Nederlands-Indisch gouvernement. Huskus Koopman voelde zich mogelijk onder druk staan om met goede resultaten terug te komen. Dit kwam aan het licht toen de assistent-resident van Oost-Java, J. Ravia de Ligny in 1844 naar Bali ging voor uitwisseling van de geratificeerde verdragen, voor de Balinezen overigens een volstrekt ongebruikelijke procedure. Aanleiding hiervoor waren nieuwe plunderingen van gestrande schepen op de noordkust. Daarom ging hij naar Buleleng om hiertegen te protesteren en ook de verdragen definitief te sluiten met de radjas (vorsten) van Buleleng en Karangasem (dit waren broers van elkaar). Toen bleken tussen partijen meningsverschillen te bestaan over de betekenis en inhoud van de verdragen en zelfs of ze eigenlijk wel waren gesloten. Van Balinese zijde werd dit laatste in elk geval ontkend, ze toonden verbazing over de inhoud en pretendeerden de verdragen niet te begrijpen. De beschuldiging door de assistent-resident aan het adres van Huskus Koopman (die in 1844 overleed) betreffende geknoei met de verdragen werd in Batavia echter niet onderzocht.
Waarschijnlijk was de verbazing van de Balinese vorsten oprecht, de verdragen waren in het Nederlands en Maleis opgesteld, niet in het Balinees. De Balinezen dachten dat de overdracht van hun bezittingen en soevereiniteit aan Nederland slechts een holle frase was, zoals Balinezen dat onderling ook uiten tegenover goede vrienden. Daarbij hadden ze Nederland slechts uitgenodigd van hun bezittingen gebruik te maken, zoals vrienden dat onderling doen ("wat van mij is, is van jou", zie ook culturele verschillen nr. 1 hieronder). Huskus Koopman was daarvan op de hoogte en heeft de vorsten dan ook misleid. Ze voelden zich bedrogen omdat ze aannamen dat Nederland geen feitelijk gebruik zou gaan maken van hun verworven "rechten", dat was nooit de intentie van de Balinezen geweest. De vertaling van het woord 'soevereiniteit' naar het Balinees bleek daarbij ook nog eens problematisch, aangezien het in het Balinees niet bestaat.

### Culturele verschillen en escalatie
Volgens Wiener en Schulte Nordholt kunnen cultuurverschillen ook hebben geleid tot verschil in opvattingen over de verdragen:
- Wat Nederlanders en Balinezen verstonden onder overdracht van soevereiniteit of grondgebied verschilde. Bij Balinezen kon bijvoorbeeld een stuk land zowel in gebruik respectievelijk bezit zijn van een boer, de koning en de goden. Wat Nederlanders verstaan onder overdracht (een eenmalige actie), is bij Balinezen het aangaan van een langdurige (vriendschappelijke) relatie.
- Aan de Balinezen was militaire hulp tegen het naburige (deels vijandige) Lombok beloofd, wat niet werd nagekomen. Dan verliezen bij de Balinezen andere afspraken ook hun waarde.
- Na 1843 waren de Nederlanders een tijdje afwezig; bij Balinezen was fysieke aanwezigheid van belang voor de geldigheid van afspraken.
- Verdragen op papier hadden voor Balinezen minder betekenis, ze waren gewend aan mondelinge beloften, gedaan in aanwezigheid van getuigen, priesters en hun goden.
- De diplomatieke missie van 1845 was gedoemd te falen toen enkele vorsten zeiden dat de contracten waardeloos waren geworden omdat ze ondertekend waren door Nederlands-Indische vertegenwoordigers (Huskus Koopman en gouverneur-generaal P. Merkus) die inmiddels waren overleden.

Hoe het ook zij, in 1845 laaide het conflict op toen een steviger delegatie Buleleng bezocht. Deze bestond uit J.F.T. Mayor, resident van Besuki en gecommitteerde voor Bali en Lombok, met een groter gevolg. Ervan deel uitmakend ook een luitenant die eventuele verdedigingswerken moest observeren en alvast naar geschikte landingsplaatsen op het strand moest zoeken. In Centraal-Java was de resident tien jaar lang gewend geraakt aan de verregaande beleefdheid van Javanen tegenover Europeanen. In Bali voelde hij zich aan het hof van Buleleng niet gastvrij ontvangen. Hij moest uit de draagstoel stappen waarin hij vanaf het strand naar het hof werd gebracht. Voor Balinezen is het echter vanzelfsprekend dat de voorhof van een vorst lopend wordt betreden. Ook tijdens het gesprek (8 mei 1845) met de vorst en zijn operationeel bestuurder en legeraanvoerder, Gusti Ketut Jelantik, deden zich enkele incidenten voor waardoor hij zich minderwaardig behandeld en geschoffeerd voelde. Gusti Ketut Jelantik verklaarde daarbij dat hij nooit Nederlandse soevereiniteit zou accepteren en wat hem betreft wapens (de punt van de kris) zouden beslissen.
Dat de conservatieve Jan Jacob Rochussen inmiddels gouverneur-generaal was geworden hielp niet mee voor Bali. Hij schreef aan de Nederlandse Minister van Koloniën "dat niet getolereerd kon worden dat binnen bereik van onze kanonnen er een verzetshaard tegen onze superioriteit bestaat en dat roverij op zee en strand een legitiem recht zouden zijn". Twee andere factoren, die bijdroegen dat hij aandrong op een militaire expeditie, waren dat Batavia dacht dat de Britten Bali en Lombok zouden inlijven als Nederland passief zou blijven. Verder achtte men meer controle over de rijstexport van Bali en Lombok van belang omdat Java bedreigd werd met voedseltekorten.

## Eerste expeditie naar Bali in 1846

### Militaire verrichtingen
In 1846 werd een expeditie uitgezonden met als doel de vorstendommen Buleleng en Karangasem tot de orde te roepen. De eerste wilde geen contract met Nederland tekenen, de tweede ook niet en weigerde tevens een schadevergoeding te geven voor een leeggehaald gestrand schip. Op 20 juni 1846 verscheen de expeditie op de rede van Besuki (Java) en een week later op de rede van Buleleng-haven op de noordkust van Bali. Aan boord van de schepen bevond zich de expeditiemacht, ruim 1700 man sterk, waarvan 400 Europeanen. De zeemacht bestond uit ongeveer 1300 man. De Balinezen beschikten over ongeveer 10.000 man in en nabij de havenplaats Buleleng en nog enkele duizenden in de omgeving. Men had de radja een ultimatum gesteld dat op de dag waarop de expeditie voor Buleleng verscheen, juist verstreken was. Op 28 juni 1846 ontscheepten de troepen terwijl het scheepsgeschut Buleleng-haven onder vuur nam.
Buleleng werd aan de zeezijde beschermd door een versterking, waarvan de dekkingswallen ruim 6 meter hoog waren, en twee batterijen. Terwijl het scheepsgeschut de kampong onder vuur nam veroverden de troepen de stellingen. Nadat de nacht op het terrein was doorgebracht en enige aanvallen waren afgeslagen, werd de volgende morgen de hoofdplaats Singaraja, 2 km ten zuiden van de haven, ingenomen en de residentie van de vorst verwoest.
Aan Nederlandse zijde vielen 18 doden en 47 gewonden, de Balinezen leden met name door het scheepsgeschut grotere verliezen zowel aan mensenlevens als bezittingen. Zij trokken zich terug op Djagaraga, 16 km naar het oosten en 8 km uit de kust. Onbekend met de omgeving zetten de Nederlandse troepen de gevechten niet voort. Het expeditieleger had Buleleng-haven en Singaraja weliswaar bezet, de hoofdmacht van de Bulelengse en Karengasemse troepen onder bevel van Gusti Ketut Jelantik was nog intact en bevond zich met de vorsten in Djagaraga.

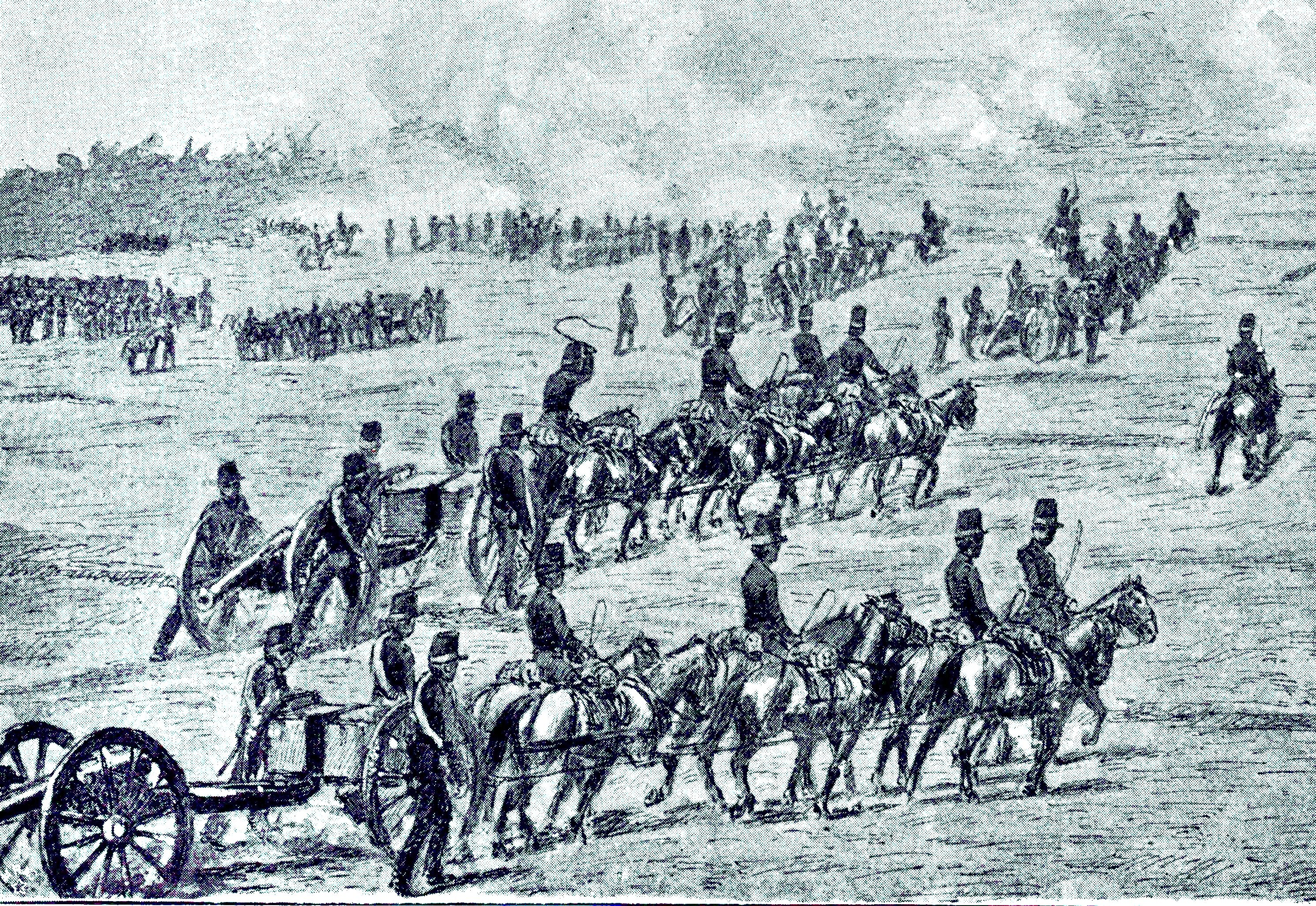
Artillerie voor Djagaraga

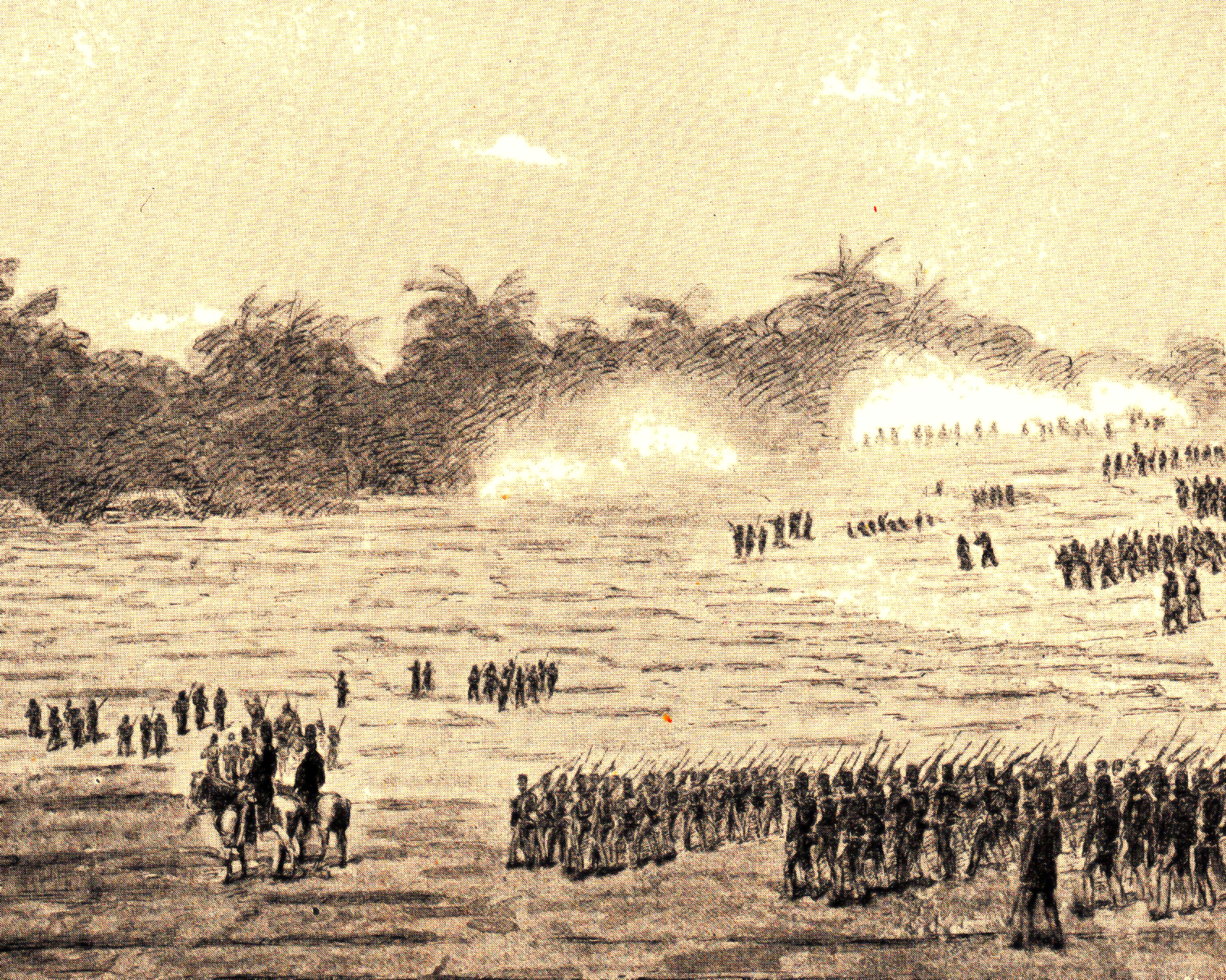
Aanval op kampong Boenkoelan

### Resultaat
De vorsten van Karangasem en Buleleng (broers), werden middels een tussenpersoon uitgenodigd nieuwe verdragen af te sluiten, ditmaal met toegevoegde Balinese tekst, die hun verplichtingen tegenover de Nederlandse koloniale macht nader regelden.  De verdragen, de 12e juli 1846 getekend, bleken ook van weinig waarde omdat ze met militaire dreiging waren afgedwongen en na de expeditie het grootste deel van de Nederlanders weer vertrok. Een kleine militaire bezetting bleef achter in Buleleng. Ze bouwden een fort dat door 200 man werd bezet, om in hun ogen de bevolking in bedwang te houden en  naleving van de gemaakte overeenkomst af te dwingen. Zij konden echter geen gezag uitoefenen en werden in feite belegerd door troepen van Gusti Ketut Jelantik. Het conflict tussen Buleleng en Batavia was in feite onbeslist geëindigd, de Balinezen wachtten af wat de volgende stap van Batavia zou zijn. Resident Mayor was voorstander van stevig ingrijpen. Volgens hem moest heel Bali worden veroverd en zou vorst Dewa Agung van Klungkung in naam van het gouvernement over Bali moeten regeren. Zijn meerderen in Batavia en Den Haag voelden er echter weinig voor om gebieden buiten Java en Sumatra in te lijven. De situatie bleef dus onduidelijk en in 1848 zou besloten worden tot een tweede expeditie naar Bali.